# Ole, ole, ole... iz Buenos Airesa
Ole, ole, ole... iz Buenos Airesa je album v živo slovenskega glasbenega izvajalca Andreja Šifrerja, izdan leta 1993. Posnet je bil na koncertu leta 1993 v Buenos Airesu, ki je bila ena izmed destinacij, kjer je Šifrer promoviral svoj takrat najnovejši studijski album, Hiti počasi.

## Ozadje
V intervjuju s Klavdijo Kopino za MMC RTV-SLO se je Šifrer na 60. rojstni dan spominjal: 
"[V Buenos Airesu] sem bil tako presenečen, ko sem prišel na oder, na vaji sem zagledal deset metrov dolg napis v lučkah, ki so se spreminjale in letale gor in dol. Napis pa je govoril: Andrej Šifrer. [...] Zdaj pa še – oni sploh ne vedo, o čem jaz pojem, ko sem prišel na oder, pa so znali vse besede na pamet. To je bil zame največji šok."

## Seznam pesmi
- "Hiti počasi"
- "Vrtci v Prekmurju"
- "Ostani z nami"
- "Zakva pa u kuhni luč gori"
- "Gorska roža"
- "Prešernova ulica"
- "Vse manj je dobrih gostiln"
- "Ole, ole, ole, ole..."
- "Šum na srcu"
- "Rojstvo sina"
- "Mrtinov lulček"
- "Grenko vino"
- "Vasovalec"
- "Gorenc v nebesih"
- "Država"
- "Brez prijateljev si izgubljen"